# Friedrich Wilhelm Ludwig von Krusemarck
Friedrich Wilhelm Ludwig von Krusemarck, auch Krusemark, (* 9. April 1767 in Berlin; † 25. April 1822 in Wien) war ein preußischer Offizier, zuletzt Generalleutnant sowie Gesandter.

## Leben
Friedrich Wilhelm Ludwig war der Sohn des späteren preußischen Generalleutnants Hans Friedrich von Krusemarck.
Krusemarck war zunächst Absolvent der académie militaire und kam am 23. April 1784 als Kornett zum Regiment der Gardes du Corps in Potsdam. Als Sekondeleutnant war er am 21. Mai 1790 zunächst in Vertretung Zweiter Adjutant bei General der Infanterie von Möllendorff, ehe Krusemarck diese Stellung am 7. September 1791 erhielt. Am 9. Januar 1793 folgte seine Beförderung zum Rittmeister. Für seine Tätigkeit bei der Inbesitznahme von Südpreußen im Zuge der Zweiten Teilung Polens wurde er am 23. April 1793 mit dem Pour le Mérite ausgezeichnet.
1805 wurde Krusemarck von Friedrich Wilhelm III. mit besonderem Auftrag an den Hof nach Hannover gesandt und ging wenig später in Begleitung des Herzogs von Braunschweig nach Sankt Petersburg. Zu Beginn des Vierten Koalitionskrieges 1806 reiste Krusemarck noch zwei weitere Male dorthin, um die weitere Kriegsführung im Osten mit den russischen Verbündeten abzustimmen. Am 5. Februar 1807 wurde er Oberst und Ende Mai 1807 in besonderer Mission nach London geschickt, um dort Verhandlungen wegen des Anschlusses von England an das preußisch-russische Bündnis (Vertrag von Potsdam) zu führen.
Nach dem Frieden von Tilsit kehrte Krusemarck nach Königsberg zurück und begleitete von dort seinen König im Jahre 1808 auf dessen Reise nach Sankt Petersburg. Dieser schickte ihn 1809 mit einem Handschreiben zu Napoleon nach Paris, um finanzielle Erleichterungen für sein Land zu erreichen. Er verblieb in der französischen Hauptstadt zunächst als Gesandter, dann als preußischer Geschäftsträger und schließlich als außerordentlicher Gesandter und bevollmächtigter Minister. Für seine Dienste erhielt er am 14. März 1811 den Roten Adlerorden I. Klasse. Nach dem Bruch mit Frankreich wurde er 1813 zum König nach Breslau zurückbefohlen und von dort nach Wien in das Hauptquartier des Fürsten Schwarzenberg entsandt.
Zu Beginn des Herbstfeldzuges 1813 wurde Krusemarck dann Bevollmächtigter beim Führer der Nordarmee, dem Kronprinzen von Schweden. Mehrfach musste er hier zwischen dem Kronprinzen und dem preußischen Führer Generalleutnant Bülow vermitteln. In Anerkennung seiner Verdienste verlieh ihm sein König das Eiserne Kreuz II. Klasse und aus Schweden erhielt er das Großkreuz des Schwertordens. Am 7. Mai 1814 folgte seine Beförderung zum Generalleutnant.
Nach Kriegsende erhielt Krusemarck im September 1815 einige Wochen Urlaub, um sich in Karlsbad aufgrund seines schlechten Gesundheitszustandes zu erholen. Im Dezember 1815 trat er dann seinen Posten als preußischer Gesandter in Wien an, den er die kommenden sechs Jahren innehatte. 1821 vertrat er Preußen auf dem Kongress von Laibach.
Krusemarck verstarb 1822 ohne Nachkommen als letzter Vertreter seines Geschlechts.